# Soussans

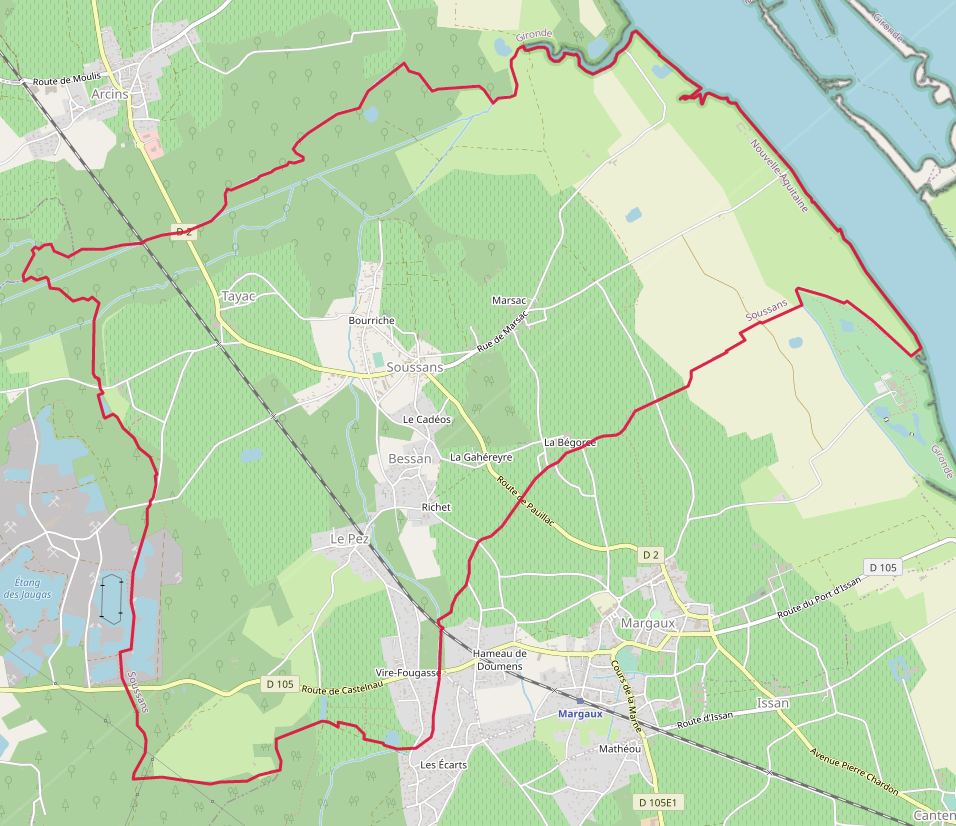
Gemeindegrenzen von Soussans

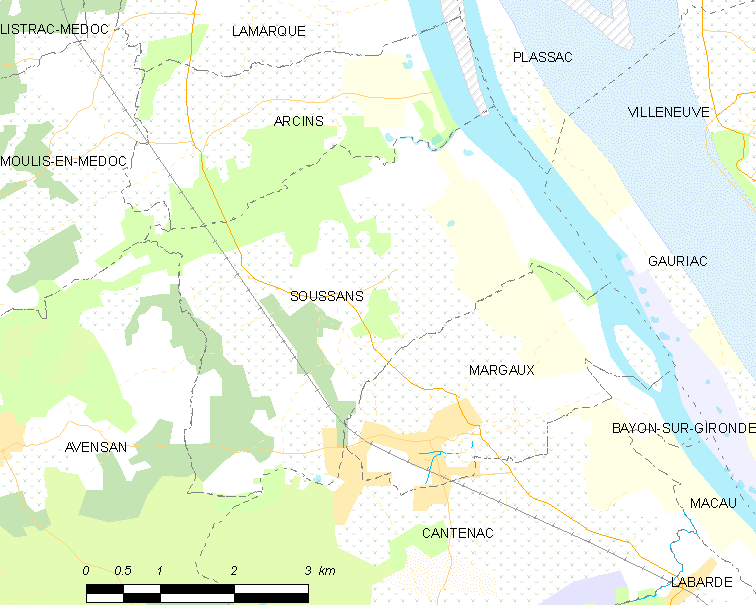
Umgebungskarte

Soussans (okzitanisch: Sauçan) ist eine französische Gemeinde im Département Gironde in der Region Nouvelle-Aquitaine mit 1.710 Einwohnern (Stand: 1. Januar 2022). Sie gehört zum Arrondissement Lesparre-Médoc und zum Kanton Le Sud-Médoc (bis 2015: Kanton Castelnau-de-Médoc).

## Geografie
Soussans liegt etwa 26 Kilometer nordnordwestlich von Bordeaux am Ästuar der Gironde. Das Gemeindegebiet gehört zum Regionalen Naturpark Médoc. Umgeben wird Soussans von den Nachbargemeinden Arcins im Norden, Plassac im Nordosten und Villeneuve im Osten jeweils auf der gegenüberliegenden Seite des Ästuars, Gauriac im Südosten, Margaux-Cantenac im Süden, Avensan im Westen und Südwesten sowie Moulis-en-Médoc im Westen.

## Bevölkerung
| Jahr      | 1954 | 1962 | 1968 | 1975 | 1982  | 1990  | 1999  | 2006  | 2017  |
| --------- | ---- | ---- | ---- | ---- | ----- | ----- | ----- | ----- | ----- |
| Einwohner | 745  | 819  | 918  | 967  | 1.204 | 1.352 | 1.342 | 1.457 | 1.629 |

## Sehenswürdigkeiten

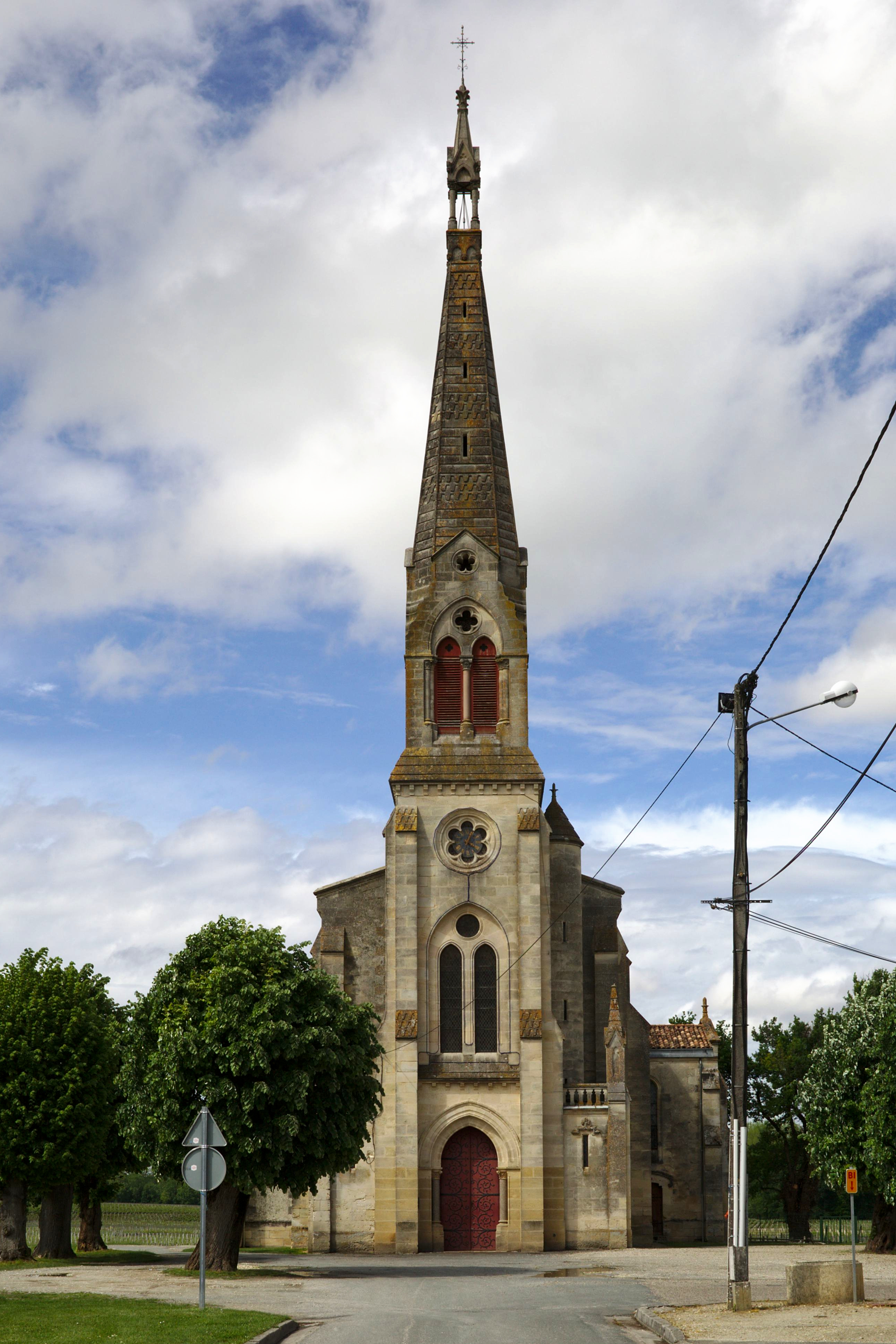
Kirche
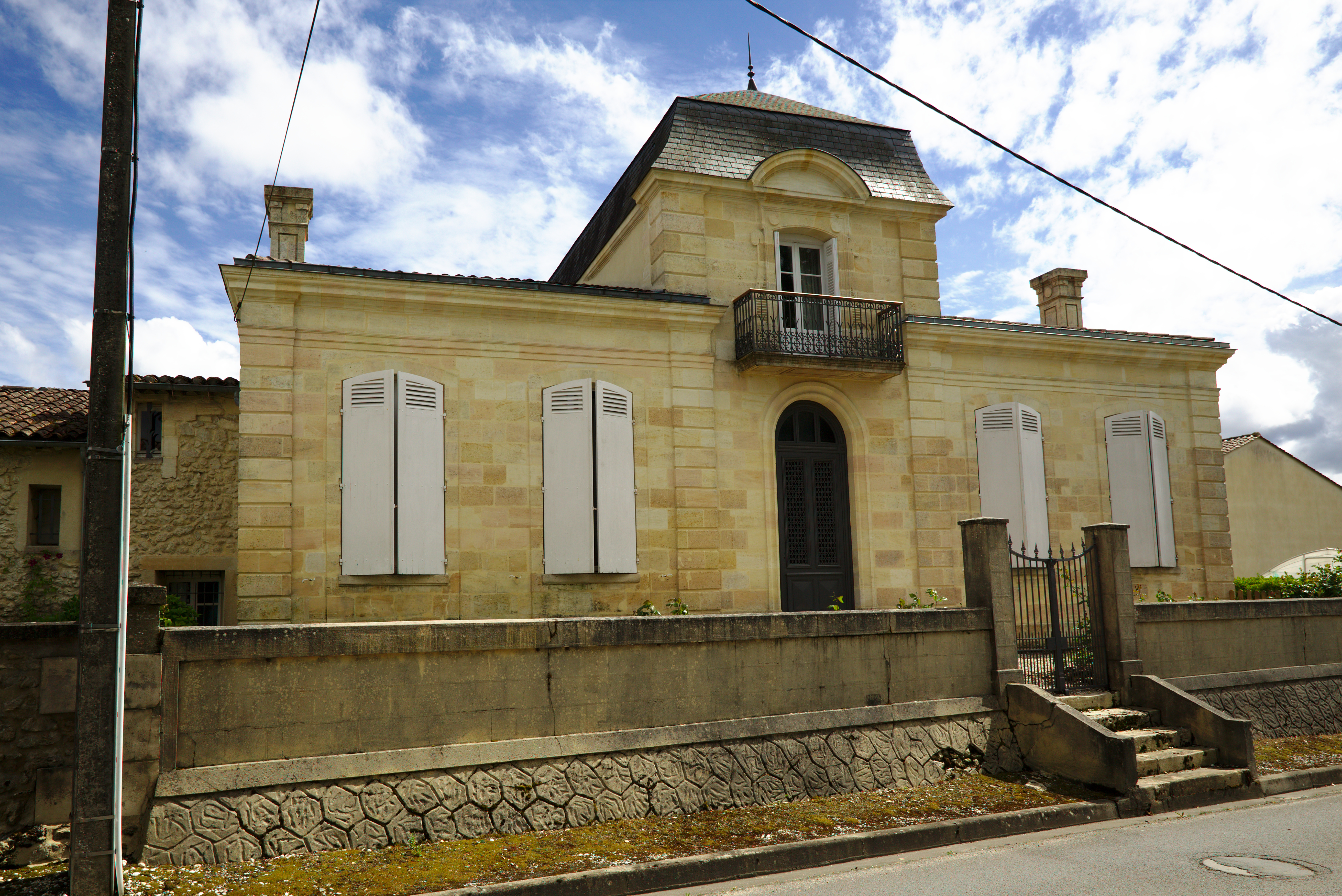
Schloss Deyrem-Valentin

- Kirche
- Schloss Deyrem-Valentin

## Weinbau
Die Gemeinde gehört zum Weinbaugebiet Margaux.